# Programmation en groupe

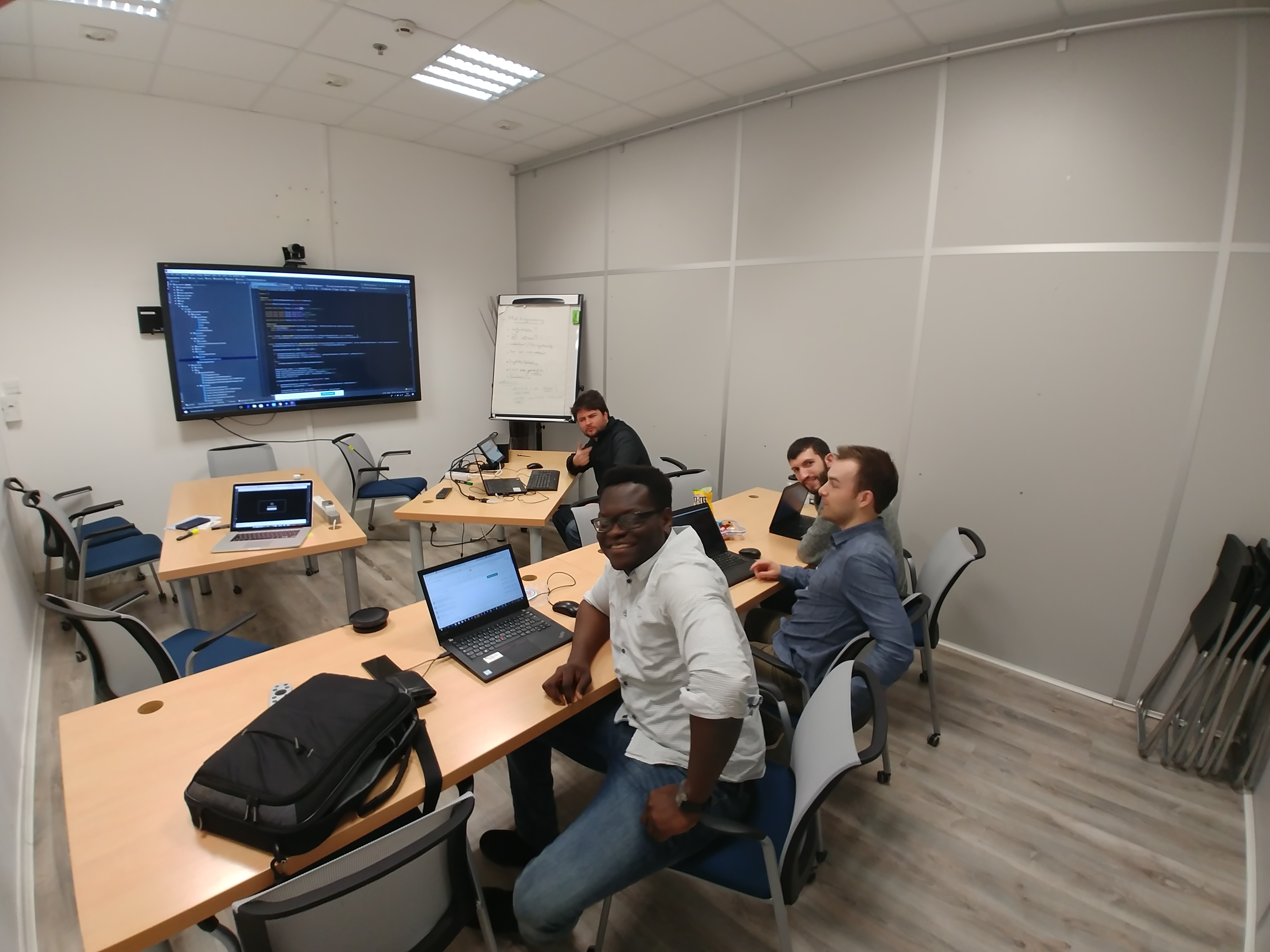
Session de programmation en groupe

La programmation en groupe (de l'anglais mob programming) est une méthode de développement logiciel où toute l'équipe travaille sur le même sujet, en même temps, dans le même espace et sur le même ordinateur. C'est une extension de la programmation en binôme où deux personnes sont assises devant le même ordinateur et collaborent sur le même code en même temps. Avec la programmation en groupe, la collaboration est étendue à tous les membres de l'équipe, tout en utilisant un seul ordinateur pour écrire le code.

« Le concept de base de la programmation mob est simple : toute l'équipe travaille en équipe sur une tâche à la fois. C'est-à-dire : une équipe - un clavier (actif) - un écran (avec projecteur bien sûr). »

— Marcus Hammarberg, Mob programming – Full Team, Full Throttle
Elle s'appuie sur les principes d'Extreme programming et du Lean software development. L'expression « mob programming » a été citée pour la première fois dans l'ouvrage Extreme Programming Perspectives.
Au-delà du codage, une équipe peut travailler ainsi pour presque toutes les activités de développement logiciel, comme la définition des récits utilisateur ou des exigences, la conception, les tests, le déploiement du logiciel et la définition du besoin avec le client et les experts de l'entreprise. La programmation en groupe fonctionne également pour les équipes distribuées dans le même espace virtuel en utilisant le partage d'écran.